# Oxystegus stenophyllus
Oxystegus stenophyllus là một loài Rêu trong họ Pottiaceae. Loài này được (Mitt.) Gangulee mô tả khoa học đầu tiên năm 1966.